# I Jongphjo
I Jongphjo (hangul: 이영표, RR: Lee Yeong-pyo; Hongcshon (Hongcheon), 1977. április 23. –) dél-koreai válogatott labdarúgó.

## Pályafutása
Profi pályafutását az FC Szöul klubnál kezdte Dél-Koreában. A sikeres 2002-es dél-koreai világbajnokság után követte Hiddinket és csapattársát, Pak Csiszong (Park Ji-seong)ot Hollandiába, a PSV Eindhovenhez.

### PSV Eindhoven
A PSV-nél Hiddink irányítása alatt jól teljesített, és hamarosan megalapozta helyét a kezdő 11-ben. Kitartása, technikája, és tehetsége miatt széles körben elismerték, mint legjobb balhátvéd a holland elsőosztályban. I (Lee) és honfitársa, Pak (Park) részt vett a 2005-ös Bajnokok Ligája elődöntőjében, amikor a PSV az AC Milannal találkozott, de elvesztették a mérkőzést.
A PSV folyamatos kísérletei (hogy a klubnál tartsák) ellenére I (Lee) 2005-ben az angol Premier League-be igazolt a Tottenham Hotspurhöz.

### Tottenham Hotspur
2005. augusztus 31-én csatlakozott a Spurshöz mintegy 2 millió fontért. A menedzser, Martin Jol azon a meggyőződésen volt, hogy a koreai játékos a holland első osztály legjobb, és Európa egyik legjobb balhátvéde.
I (Lee) nagyban megerősítette a csapatot. A holland Edgar Davidsszel a bal oldalon erős és veszélyes párost alkottak.

## Statisztika
Utoljára frissítve: 2008. május 20.
| Csapat            | Szezon | Bajnokság | Bajnokság | Kupa  | Kupa | UEFA  | UEFA | Összesen | Összesen |
| Csapat            | Szezon | Meccs     | Gól       | Meccs | Gól  | Meccs | Gól  | Meccs    | Gól      |
| ----------------- | ------ | --------- | --------- | ----- | ---- | ----- | ---- | -------- | -------- |
| Tottenham Hotspur | 07-08  | 18        | 0         | 6     | 0    | 6     | 0    | 30       | 0        |
| Tottenham Hotspur | 06-07  | 21        | 0         | 6     | 0    | 4     | 0    | 31       | 0        |
| Tottenham Hotspur | 05-06  | 31        | 0         | 1     | 0    | -     | -    | 32       | 0        |
| Össz.             |        | 70        | 0         | 13    | 0    | 10    | 0    | 93       | 0        |